# NGC 6783
NGC 6783 este o galaxie situată în constelația Lebăda. A fost descoperită în 4 august 1872 de către Édouard Stephan⁠(d).